# Id Software
id Software je američka softverska tvrtka koja se bavi proizvodnjom i izdavanjem videoigara. Sjedište kompanije nalazi se u gradu Richardsonu, Teksas. Tvrtku su 1. veljače 1991. godine osnovala četvorica bivših programera tvrtke Softdisk predvođenih Johnom Carmackom i Johnom Romerom, glavnim programerima. Tvrtka se proslavila nizom uspješnih računalnih igara i njihovih nastavaka, kao što su Wolfensteina 3D, Dooma i Quakea, kao i grafičkom platformom Quake engine. Kompanija je svoje prve igre, poput Commandera Keena izdavala podsredstvom izdavačke kompanije Apogee Software.
Kompanija je s vremenom postala poznata po svojim revolucionarnim engine-ima čija se licenca ustupala drugim proizvođačima igara. Poslije uspjeha s Commanderom Keenom i Wolfenstainom 3D koji je unio inovaciju 3D igara na računalno tržište, uslijedio je njihova najveća hit igra Doom (1993.). Uspjeh je nastavljen s nastavkom Doom 2, a novi iskorak i revoluciju u svijetu igra donijela je igra Quake bazirana na, tada, novom engine-u.
Godine 2009. kompaniju je kupila tvrtka ZeniMax Media, matična kompanija tvrtke Bethesda.

## Vanjske poveznice
- Službene stranice (engl.)
- id Software - giantbomb.com (engl.)